# Дітер Ленцманн
Дітер Ленцманн (нім. Dieter Lenzmann; 14 вересня 1918, Гамбург — 1973) — німецький офіцер-підводник, оберлейтенант-цур-зее резерву крігсмаріне.

## Біографія
В жовтні 1939 року вступив на флот. В липні 1944 року — вахтовий офіцер на підводному човні U-24. З липня по 25 серпня 1944 року — командир U-24, на якому здійснив 1 похід (11 і 13 липня — 8 серпня). В серпні 1944 року переданий в розпорядження 30-ї флотилії. В жовтні направлений на будівництво U-3522. З 21 січня по 2 травня 1945 року — командир U-3522.